# Anna Duczmal-Mróz
Anna Duczmal-Mróz (ur. 24 czerwca 1980 w Poznaniu) – polska dyrygentka. w latach 2009–2024 pełniła rolę drugiego dyrygenta Orkiestry Kameralnej Polskiego Radia „Amadeus”, od 1 września 2024 jest dyrektorem artystycznym i dyrygentem tej Orkiestry.
Anna Duczmal-Mróz studiowała grę na skrzypcach pod kierunkiem Krzysztofa Węgrzyna w Hochschule für Musik und Theater w Hanowerze. Tam jej talent dyrygencki odkrył światowej sławy japoński dyrygent, Eiji Ōue i zaproponował studia dyrygenckie. Studia w jego klasie ukończyła z wyróżnieniem w 2005 roku i została asystentką dyrygenta w hanowerskiej filharmonii.

Jak tylko Anna stanęła na podium, natychmiast nawiązała kontakt z muzykami zafascynowanymi jej obecnością. To była sensacja! […] Ona urodziła się, żeby być dyrygentem. Muzycznie wrażliwa, z niezwykle silną osobowością, ma wpływ zarówno na muzyków, jak i na słuchaczy

Będąc studentką, w 2000 roku w Hanowerze założyła własną orkiestrę Benjamin Britten Kammerorchester, z którą koncertowała w Niemczech. W 2003 wzięła udział w 7. Międzynarodowym Konkursie Dyrygentów im. Grzegorza Fitelberga, w którym, jako jedyna kobieta i do tego najmłodsza (23-letnia) uczestniczka konkursu przeszła do półfinału. Do Polski wróciła po siedmiu latach, kiedy w wyniku konkursu otrzymała stanowisko dyrygent – asystent w orkiestrze Filharmonii Narodowej pod dyrekcją Antoniego Wita.

Posiada przede wszystkim wyrazistą koncepcję muzyczną wynikającą z bogatej wyobraźni, umiejętność oddziaływania na orkiestrę
i niemałe, zwłaszcza jak na młody wiek, umiejętności profesjonalne.
Jestem przekonany, że talent Anny Mróz pozwoli jej w przyszłości zająć ważne miejsce w naszym życiu muzycznym

Pracowała z orkiestrami w Niemczech, Włoszech, Danii, z belgijską orkiestrą „I Musici Brucellensis” w sali Palais des Beaux-Arts w Brukseli.
W Polsce zadebiutowała występując z Orkiestrą Kameralną Polskiego Radia Amadeus, w której w latach 2009–2024 pełniła funkcję drugiego dyrygenta, od września 2024 jest dyrektorem artystycznym i pierwszym dyrygentem.
Koncertuje z matką – Agnieszką Duczmal, m.in.
- W 2014 roku razem wystąpiły w dwuczęściowym koncercie wielkanocnym „Czas pokuty i radości” z udziałem mezzosopranistki Małgorzaty Walewskiej. Pod jej batutą orkiestra wykonała pierwszą część koncertu „Czas pokuty”[3], drugą częścią nazwaną „Czas radości” dyrygowała Agnieszka Duczmal[3]. Orkiestrze towarzyszył pianista Martina Palmeri na fortepianie, Mario Stefano Pietrodarchi na bandoneonie oraz Chór Kameralny Uniwersytetu im. Adama Mickiewicza w Poznaniu pod dyrekcją Krzysztofa Szydzisza[4].
- 6 grudnia 2014 roku, ich wspólny występ z Orkiestrą Kameralną Polskiego Radia Amadeus, w wiedeńskim Konzerthaus okazał się sukcesem[5].
- Z okazji jubileuszu 45-lecia Orkiestry Kameralnej Polskiego Radia Amadeus oraz 45-lecia pracy artystycznej jej założycielki i dyrektora Agnieszki Duczmal dyrygowała orkiestrą w pierwszej części koncertu nazwanego Per la Maestra[6][7][8][9][10]. W drugiej jego części Per la Orchestra[7] dyrygowała jubilatka Agnieszka Duczmal[8].

Występowała wielokrotnie, m.in. z Orkiestrą i Chórem Filharmonii Narodowej, z Narodową Orkiestrą Symfoniczną Polskiego Radia, Orkiestrą Filharmonii Krakowskiej, Sinfoniettą Cracovią, Filharmonią Lubelską, Orkiestrą Filharmonii Poznańskiej, Capellą Bydgostiensis, Płocką Orkiestrą Symfoniczną, a także z Orkiestrą Sinfonia Varsovia.

## Działalność
Wspólnie z Orkiestrą Kameralną Polskiego Radia „Amadeus” i Agnieszką Duczmal
- od 2007 organizuje coroczne koncerty dla dzieci[14][15].
- w 2012 roku prowadziła warsztaty instrumentalne dla osób niesłyszących w ramach projektu „5 zmysłów. Pauza”[16].

## Nagrody i wyróżnienia
- 2003 – nagroda specjalna od STOART (Związku Artystów Wykonawców) na Konkursie Dla Młodych Dyrygentów im. Grzegorza Fitelberga w Katowicach
- 2022 – laureatka głównej nagrody w prestiżowym, międzynarodowym programie dyrygenckim Taki Alsop Conducting Fellowship[17]

Jest wielokrotną stypendystką Ministra Kultury i Dziedzictwa Narodowego.

## Życie prywatne
Córka dyrygentki Agnieszki Duczmal oraz kontrabasisty Józefa Jaroszewskiego, siostra Jakuba i wiolonczelistki Karoliny Jaroszewskiej. Żona Marcina Mroza, z którym ma syna.

## Dyskografia
- 2013 – Różni Wykonawcy: 20th-Century Harp Concertos
- 2014 – Sebastian Krajewski Concerti grossi Oboe Concerto Sieben Fragmente aus Michael Ende